# Tomáš Duba
Tomáš Duba (* 2. července 1981, Praha) je bývalý český hokejový brankář.
S hokejem začínal v pražské Spartě. V nejvyšší české lize poprvé nastoupil v sezóně 1998/99, kdy zde odehrál jeden zápas. V roce 2001 jej v draftu NHL vybral na celkově 216. místě tým Pittsburgh Penguins. V letech 2001-03 nastupoval za finský SaiPa Lappeenranta. Poté se vrátil do České republiky, kde nastupoval za Znojemské Orly a Plzeň. V roce 2005 odešel do švédského týmu Leksands IF. Po roce se vrátil opět do České republiky, zde podepsal smlouvu se Spartou, za kterou odehrál 3 sezóny. Poté přestoupil do finského týmu Ässät Pori. Dne 23.11. 2020 ukončil kariéru.
- Draft NHL - 2001, Pittsburgh Penguins 216. místo.

## Reprezentace
V roce 1999 byl Duba vybrán do reprezentačního celku na mistrovství světa do 18 let. V roce 2000 a 2001 se zúčastnil mistrovství světa juniorů, odkud si odvezl dvě zlaté medaile.

## Hráčská kariéra
- 1999–00 HK Slaný
- 2000–01 HC Berounští medvědi
- 2001–02 SaiPa Lappeenranta (Finsko)
- 2002–03 SaiPa Lappeenranta (Finsko)
- 2003–04 HC Znojemští Orli - vyhlášen nejlepším nováčkem extraligy
- 2004–05 HC Lasselsberger Plzeň
- 2005–06 Leksands IF (Švédsko)
- 2006–07 HC Sparta Praha, TPS Turku (Finsko)
- 2007–08 HC Sparta Praha
- 2008–09 Ässät Pori (Finsko)
- 2009–10 HC Oceláři Třinec
- 2010–11 HC Oceláři Třinec, PSG Zlín
- 2011–12 HC Lev Poprad (KHL), Piráti Chomutov Mistr 1. národní hokejové ligy
- 2012–13 HC Bolzano (Itálie) - vyhlášen nejlepším brankářem ligy
- 2013–14 Krefeld Pinguine (Německo)
- 2014–15 Krefeld Pinguine (Německo)
- 2015–16 Krefeld Pinguine (Německo)
- 2016–17 Klagenfurter AC (Rakousko)
- 2017–18 Klagenfurter AC (Rakousko)
- 2018–19 Gangwon High 1 (Asie)
- 2019–20 Sheffield Steelers (Anglie)

## Osobní život
Je ženatý, manželka Hanna pochází z Finska; mají spolu dceru Kristýnu.V klubu SaiPa trénuje dorost a brankáře.